# Мимоза (торт)
Торт Мимоза (итал. torta mimosa) — итальянский десерт, созданный в Риети в 1950-х годах. Название торту дано за разбросанные по поверхности маленькие кусочки бисквита, которые по форме напоминают цветки мимозы. Благодаря связи цветка с Международным женским днем торт также часто используется для празднования этого события.

## Происхождение
Рецепт придумал Адельмо Ренци, шеф-повар из Сан-Филиппо-ди-Контильяно, владевший рестораном в центре Риети, города в Лацио. Торт стал известен в мае 1962 года, когда шеф-повар принял участие в конкурсе кондитеров в Сан-Ремо, во время которого представил мимозу как дань уважения городу цветов, и стал победителем. Однако оригинальный рецепт, использованный Ренци, так и не был раскрыт.

## Состав и приготовление
Сравнение торта с мимозой связано с его внешним видом, образованным кусочками бисквита, помещенными на торт, чтобы напоминать форму цветка мимозы. Торт готовят, горизонтально разрезая бисквит на два коржа и удаляя внутреннюю часть, которая затем полностью крошится и используется для создания «эффекта мимозы».
Бисквит можно пропитать сладким ликёром, таким как Марсала или Мараскин, или ананасовым соком. Начинка состоит из заварного крема с возможным добавлением взбитых сливок или варенья. Также используются свежие или консервированные фрукты.
Также бисквит можно нарезать на несколько коржей, и собирать торт, промазывая их кремом, а сверху посыпать крошкой из последнего коржа.
Можно использовать немного куркумы, чтобы усилить цвет крошек бисквита, которые будут разбросаны по поверхности, хотя это не является строго обязательным.